# Roy Healy
Roy Healy (1915—1968) fue un científico estadounidense especializado en cohetes.

## Semblanza
Durante Segunda Guerra Mundial, cuando se reconoció la importancia militar de los cohetes, Roy Healy, en aquella época un ingeniero civil, y fue enviado por la Base de la Fuerza Aérea Dover a Birmania. Allí supervisó la instalación de lanzadores de cohetes en aviones de combate, para ser utilizados contra los japoneses en el Sudeste Asiático, siendo instructor para el uso de este nuevo equipamiento. Supervisó las modificaciones que se hicieron a los puntos de anclaje en los aviones P-51A, de forma que la aeronave pudiera portar indistintamente bombas o lanzadores de cohetes.
Fue miembro de la American Rocket Society.

## Eponimia
- El cráter lunar Healy lleva este nombre en su memoria.